# Ichthydium (Ichthydium) fossae
Ichthydium (Ichthydium) fossae is een buikharige uit de familie Chaetonotidae. Het dier komt uit het geslacht Ichthydium. Ichthydium (Ichthydium) fossae werd in 1971 voor het eerst wetenschappelijk beschreven door d'Hondt. 